# Tagoropsis juncta
Tagoropsis juncta är en fjärilsart som beskrevs av Embrik Strand 1911. Tagoropsis juncta ingår i släktet Tagoropsis och familjen påfågelsspinnare. Inga underarter finns listade i Catalogue of Life.